# Rebel, Sweetheart
Albums de The Wallflowers
Red Letter Days
(2002) Glad All Over
(2012)
Rebel, Sweetheart est le cinquième album du groupe de rock The Wallflowers sorti en 2005. Les singles issu de cet album furent "The Beautiful Side of Somewhere" et "God Says Nothing Back." Le single "The Beautiful Side of Somewhere" a atteint la 5e place sur les stations de radios AAA.
L'album a été vendu à approximativement 102,000 copies, selon Nielsen Soundscan.

## Chansons de l'album
Toutes les chansons ont été écrites et composées par Jakob Dylan.
1. "Days of Wonder" - 5:14
2. "The Passenger" - 2:54
3. "The Beautiful Side of Somewhere" - 4:00
4. "Here He Comes (Confessions of a Drunken Marionette)" - 3:41
5. "We're Already There" - 4:37
6. "God Says Nothing Back" - 4:47
7. "Back to California" - 3:35
8. "I Am a Building" - 3:47
9. "From the Bottom of My Heart" - 6:12
10. "Nearly Beloved" - 4:00
11. "How Far You've Come" - 3:26
12. "All Things New Again" - 3:45

## Personnel
- Jakob Dylan: voix et guitares
- Rami Jaffee: claviers et chœurs
- Greg Richling: basse
- Fred Eltringham: drums and percussion